# Skálmöld

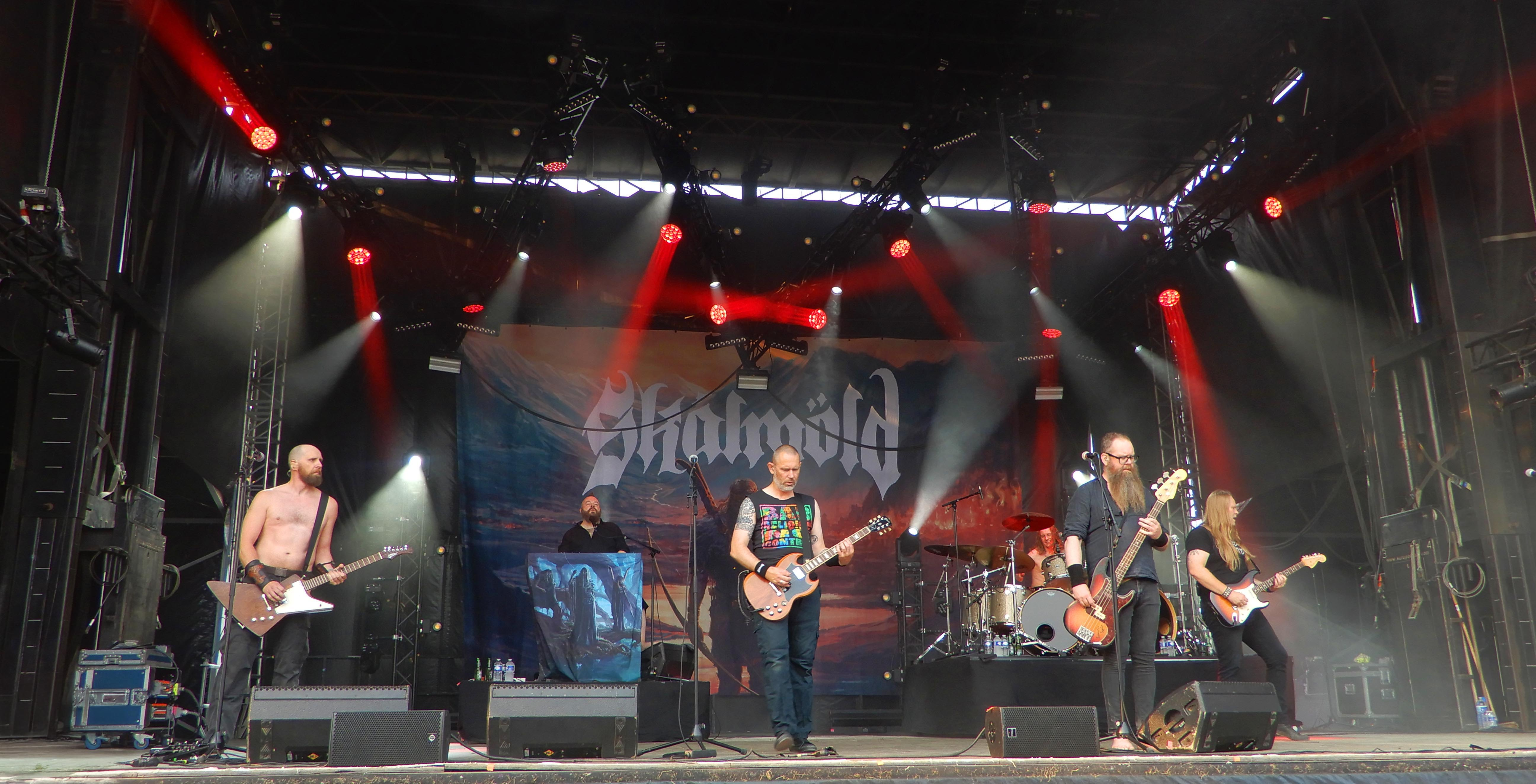
Skálmöld au Motocultor 2025.

Skálmöld est un groupe de viking et folk metal islandais, originaire de Reykjavik. Le nom du groupe, qui signifie Âge de l'épée, est une référence à l'âge des Sturlungar (Sturlungaöld), période de luttes internes en Islande, qui dura une quarantaine d'années au XIIIe siècle.

## Biographie

### Débuts (2009-2011)
Amis d'enfance, Snæjbjörn Ragnarsson et Björgvin Sigurdðsson, habitués à jouer ensemble dans de nombreux groupes (dont certains de death metal et punk) décident en août 2009 de créer un nouveau groupe appelé Skálmöld. Ils sont rejoints par Baldur Ragnarsson, Þráinn Árni Baldvinsson, Gunnar Ben, et Jón Geir Jóhannsson qui sont également actifs sur la scène musicale islandaise.
Après avoir contacté sans succès la plupart des labels islandais, ils signent en novembre 2010 avec le label féroïen Tutl Records  et sortent alors leur premier album Baldur en Islande et aux Îles Féroé. Celui-ci est un succès immédiat.

### Période Napalm Records (depuis 2011)
En avril 2011, le groupe signe avec le label autrichien Napalm Records. Leur premier album Baldur est ré-édité et distribué dans le monde entier en août suivant. Le contrat avec Napalm accélère alors leur carrière en étant invité au Wacken Open Air Festival et au Heidenfest Tour 2011.
En avril 2012, Skálmöld commence l'enregistrement de son deuxième album Börn Loka qui sort le 26 octobre 2012.
En novembre 2013, Skálmöld joue une série de concerts avec l'Orchestre symphonique d'Islande dans la salle Harpa de Reykjavík. Ils y enregistrent un album live et une captation vidéo qui sortent le 17 décembre 2013.
En septembre 2014, le groupe prépare son troisième album, Með Vættum. La couverture du troisième opus est réalisée par Ásgeir Jón Ásgeirsson (Asgeir Jon Art). Il annonce aussi des dates en novembre et décembre, notamment au Benelux.
En 2016, le groupe annonce un quatrième album, intitulé Vögguvísur Yggdrasils, pour le 30 septembre au label Napalm Records. Le nom de l’album signifie « Berceuses pour Yggdrasil » et chaque chanson correspond à une berceuse, une pour chacun des Neuf Mondes de la mythologie nordique.

## Style musical

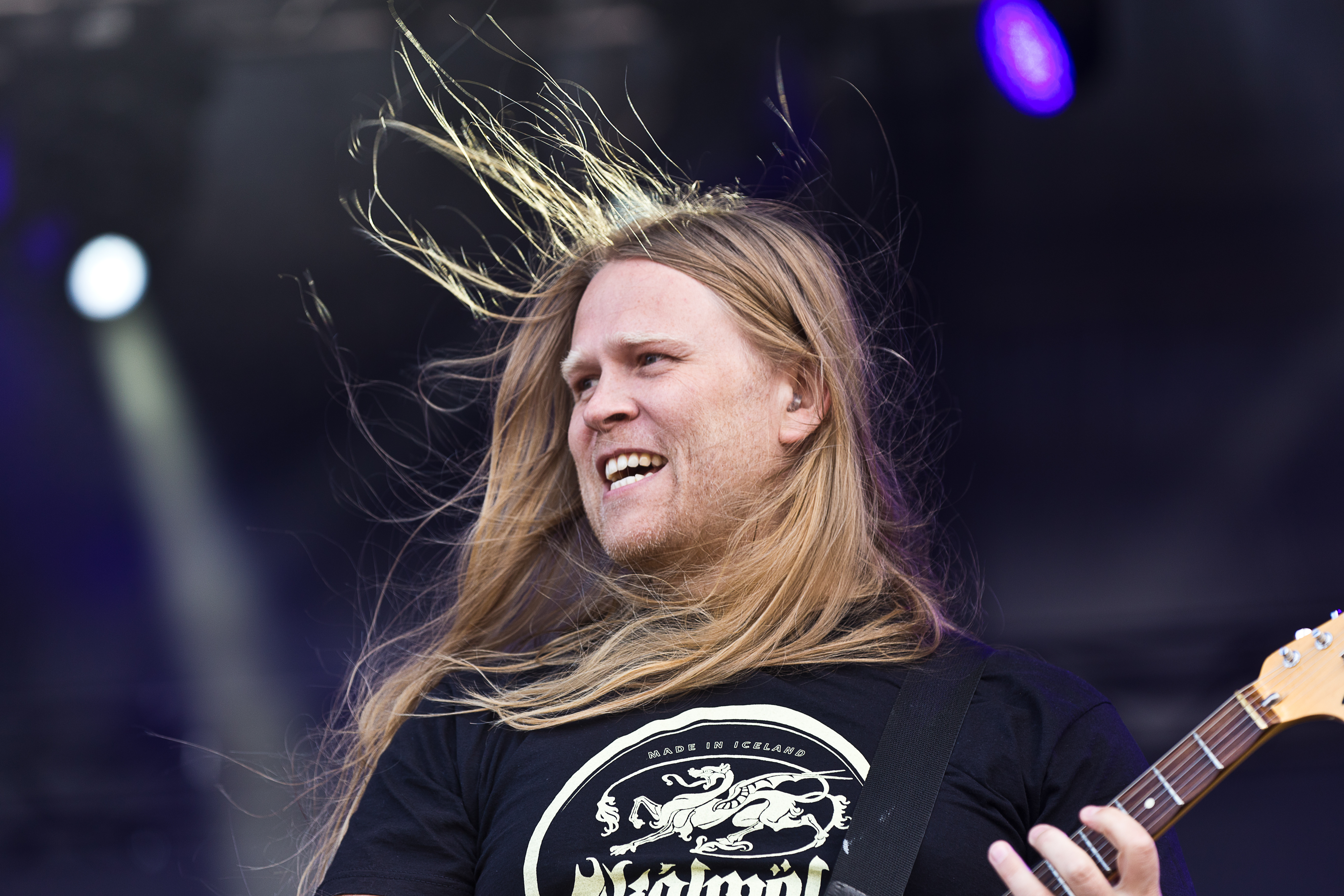
Un guitariste du groupe

Baldur est un album de viking metal à tendance épique, teinté d'éléments folk, et de passages orientés heavy metal traditionnel. Les chœurs masculins sont puissants et veulent donner une identité nordique. Originellement, le groupe avait l'intention d'utiliser de nombreux instruments traditionnels islandais mais ils ont dû réduire leurs ambitions. Les influences du groupe se trouvent aussi bien du côté de groupes de metal comme Metallica, Iron Maiden, Anthrax, Slayer, Amon Amarth et Ensiferum, que du compositeur classique islandais Jón Leifs.
Les paroles des chansons sont écrites par Snæbjörn, intégralement en islandais. Elles sont inspirées par la mythologie nordique et les sagas islandaises, et utilisent les formes poétiques vieux-norroises,.

## Membres

### Membres actuels
- Björgvin Sigurðsson - chant, guitare (depuis 2009)
- Baldur Ragnarsson - guitare (depuis 2009)
- Snæbjörn Ragnarsson - basse (depuis 2009)
- Þráinn Árni Baldvinsson - guitare  (depuis 2009)
- Gunnar Ben - claviers, hautbois (depuis 2009)
- Jón Geir Jóhannsson - batterie (depuis 2009)

### Membres live
- Helga Ragnarsdóttir - claviers (depuis 2015)
- Kristján B. Heiðarsson - batterie (2014)
- Haraldur Sveinbjörnsson - claviers (2014-2015)

## Discographie

### Singles
2017 - Höndin sem veggina klórar (single commun avec le groupe Omnium Gatherum qui signe le second titre du single : Blade Reflections)

## Vidéographie

### Clips
- 2011 - Kvaðning, tiré de Baldur
- 2012 - Gleipnir, tiré de Baldur, réalisé par Bowen Staines
- 2017 - Múspell, tiré de Vögguvísur yggdrasils, la vidéo est un assemblage de vidéos filmées par des fans (ainsi que des membres d'autres groupes comme Anna Murphy ex-Eluveitie qui fait plusieurs apparitions) reprenant le code visuel du clip réalisé pour Niðavellir (caméra pointée vers soi cadrée sur le visage, écouteurs ou casque audio sur les oreilles et balade en environnement extérieur) - chaque participant est présenté avec le pays où a été tournée la vidéo (Islande, France, Allemagne, Canada, États-Unis, Guatemala, Brésil, Thaïlande, Émirats Arabes Unis, Russie, Australie...)
- 2017 - Höndin sem veggina klórar, tiré du single du même nom, le clip est un assemblage de vues vidéos d'Islande
- 2023 : Verðandi, tiré de l'album Ýdalir
- 2023 : Ýdalir, tiré de l'album du même nom

### Vidéos lyriques
- 2014 - Að hausti, tiré de Með vættum, réalisé par Ásgeir Jón Ásgeirsson
- 2014 - Að vetri, tiré de Með vættum
- 2016 - Niðavellir, tiré de Vögguvísur yggdrasils, la vidéo est enregistrée sur une plage du Nord-Est de l'Islande appelée Bjargarkrókur - dans la vidéo chaque membre du groupe est équipé d'une caméra orienté vers lui et se déplace sur la plage tout en écoutant le morceau
- 2016 - Vanaheimur, tiré de Vögguvísur yggdrasils
- 2018 - Sverðið, tiré de Sorgir
- 2018 - Móri, tiré de Sorgir

## Galerie

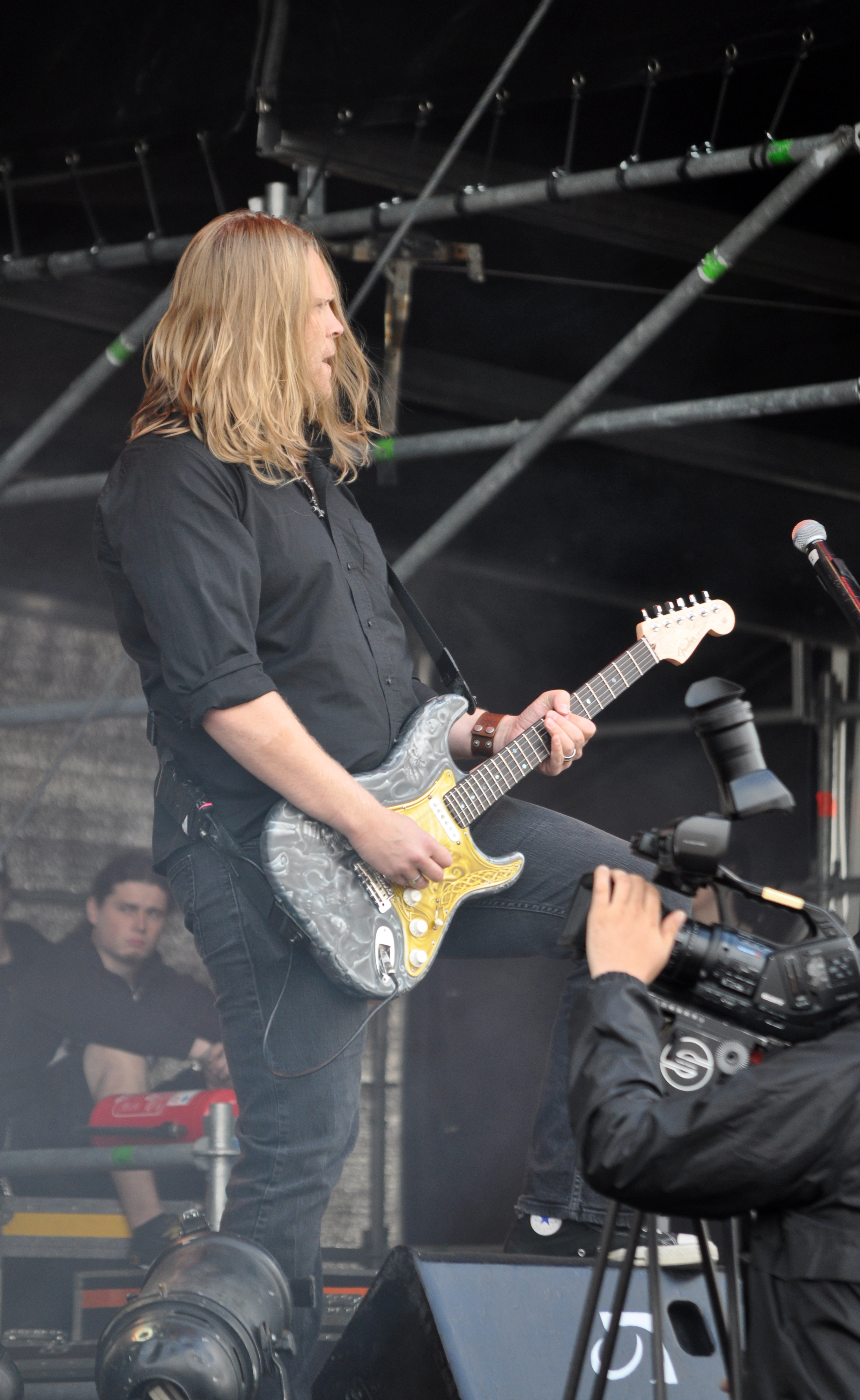
Þráinn Árni Baldvinsson
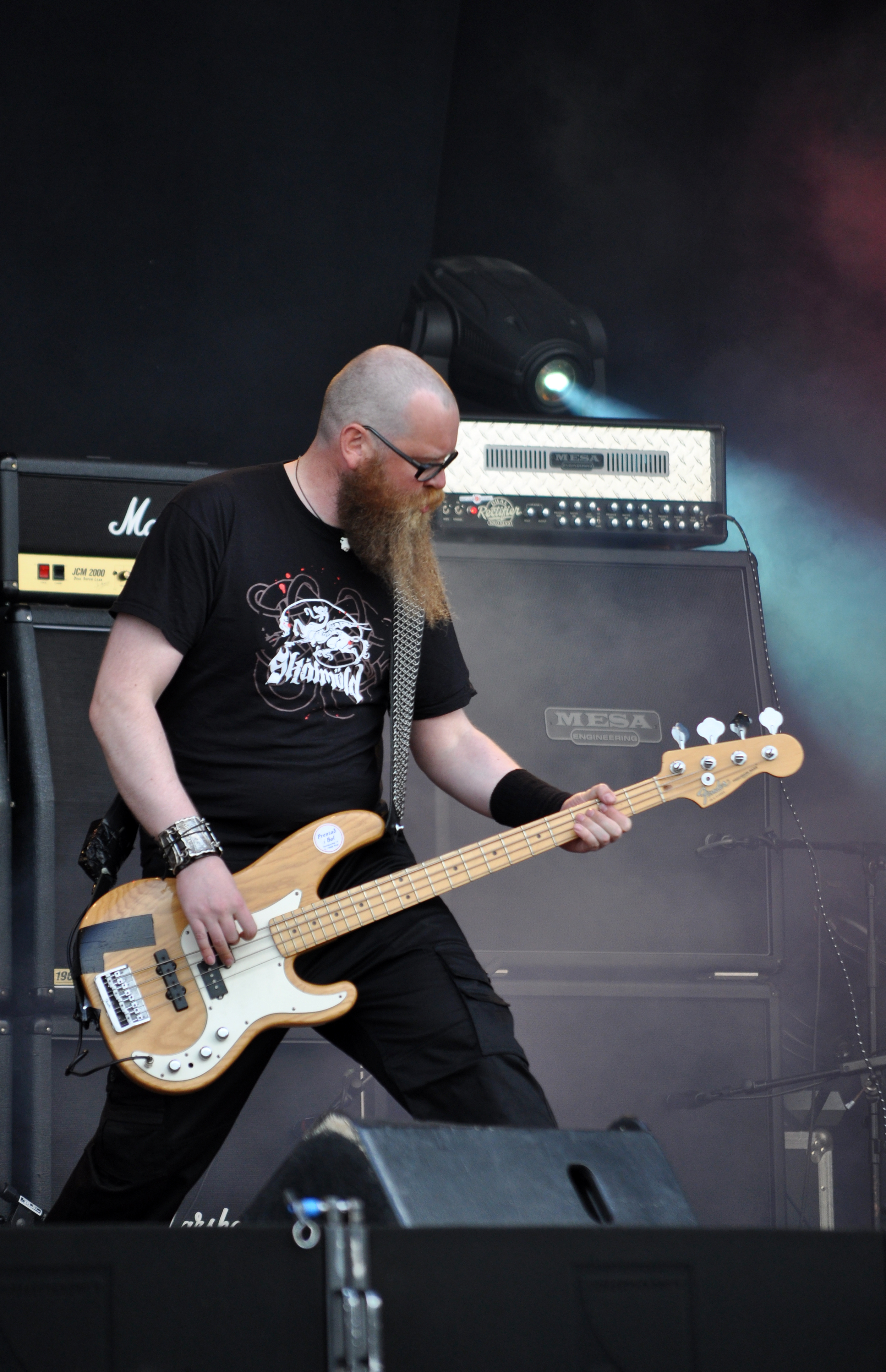
Snæbjörn Ragnarsson
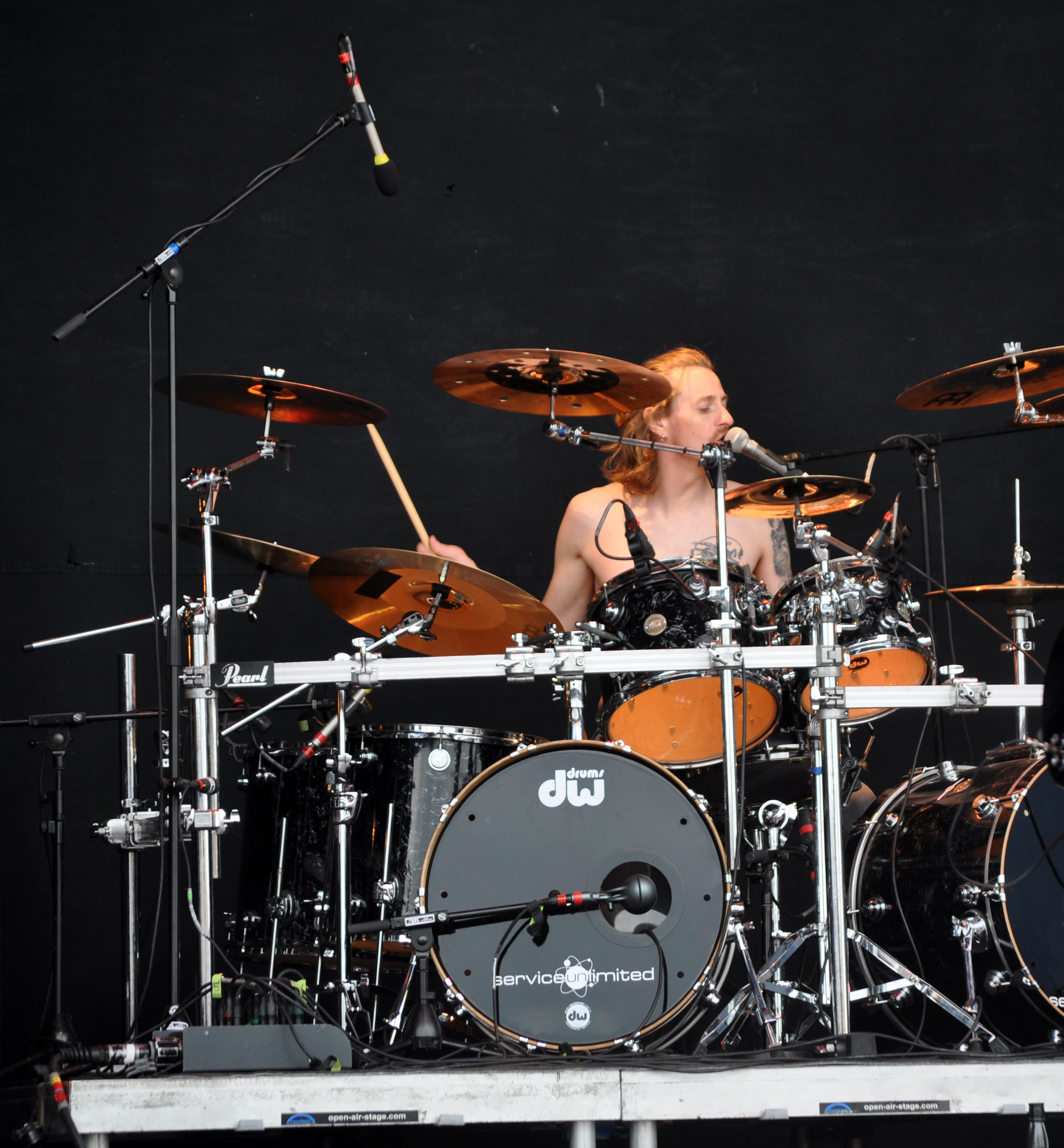
Jón Geir Jóhannsson
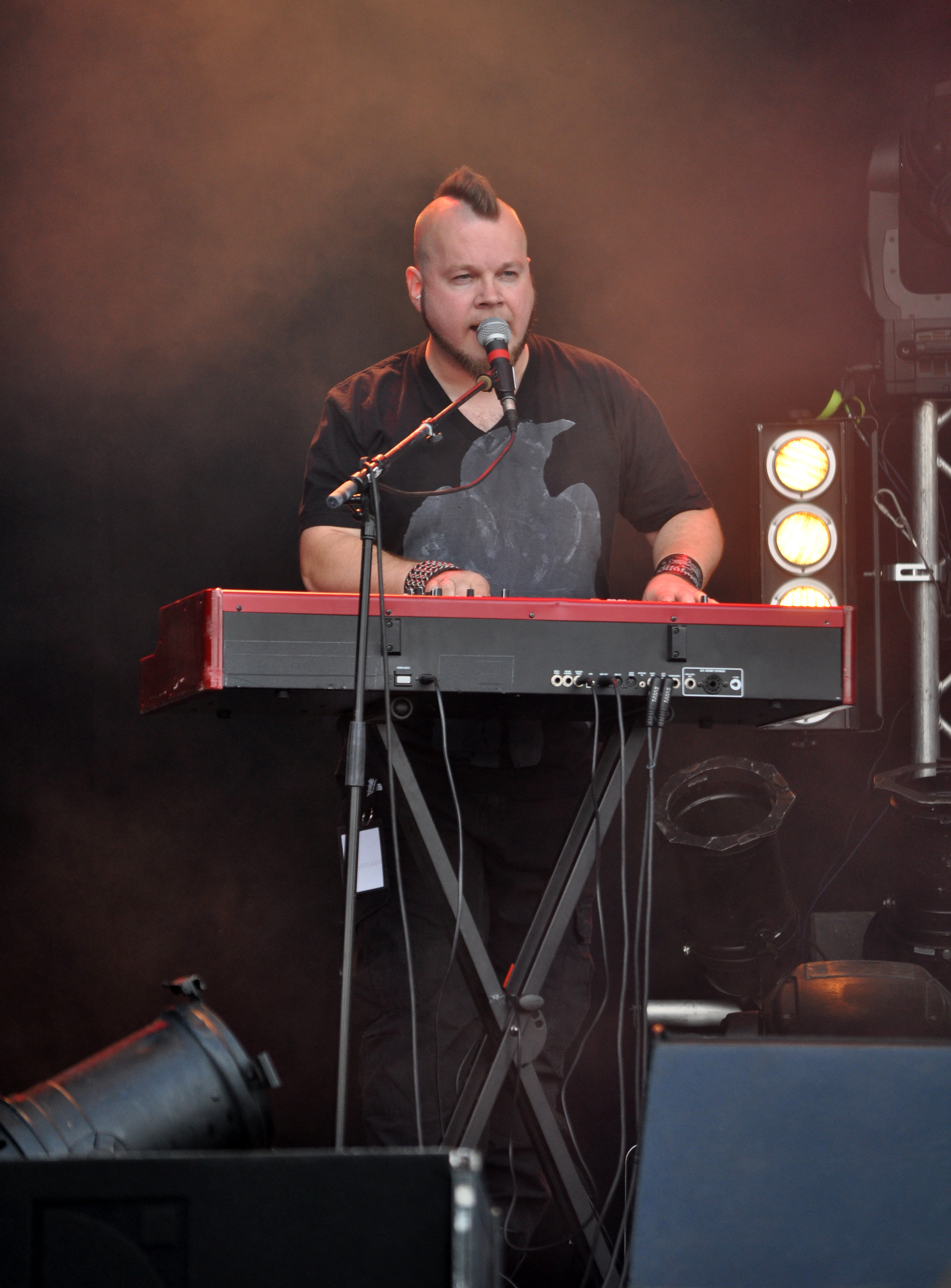
Gunnar Ben
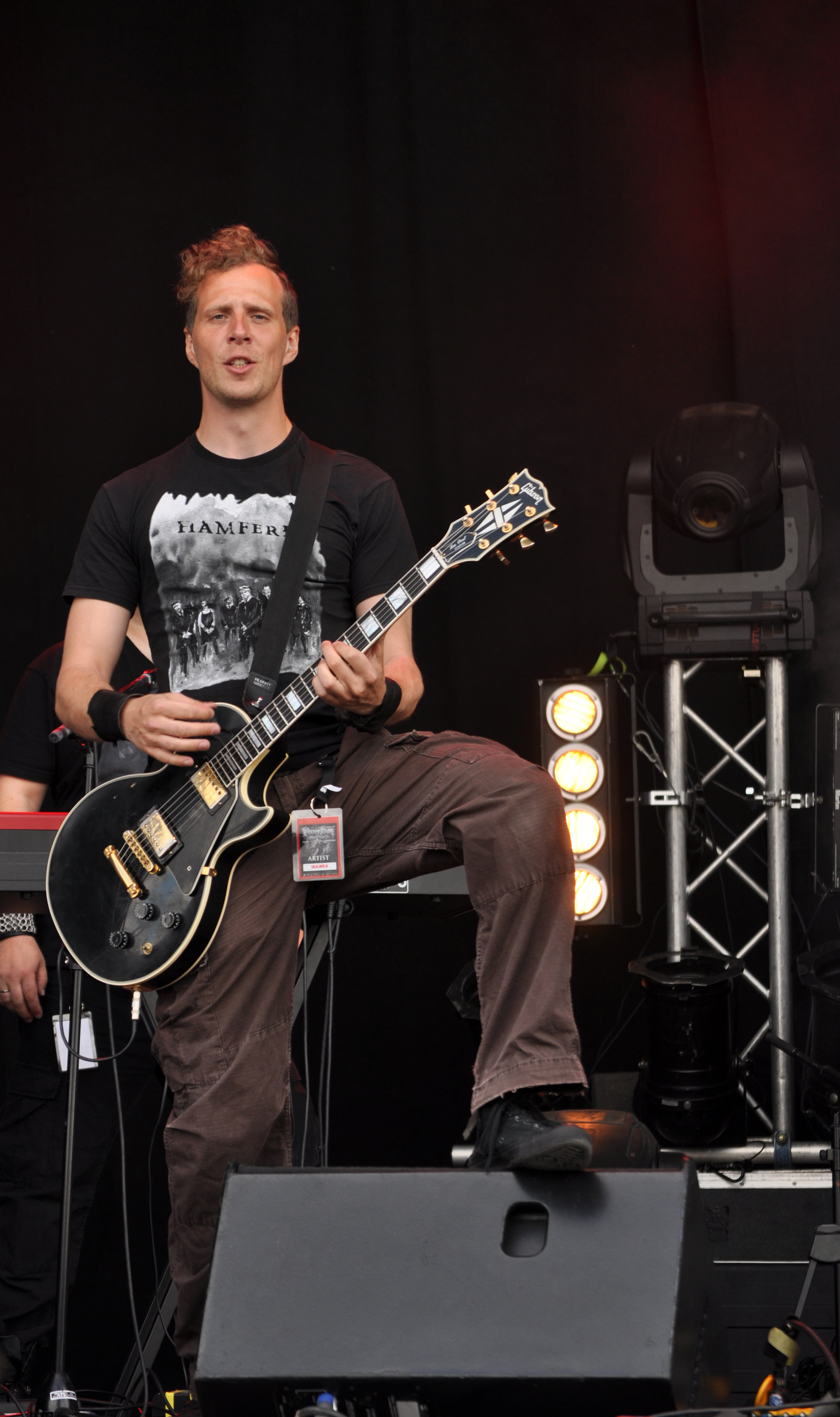
Baldur Ragnarsson
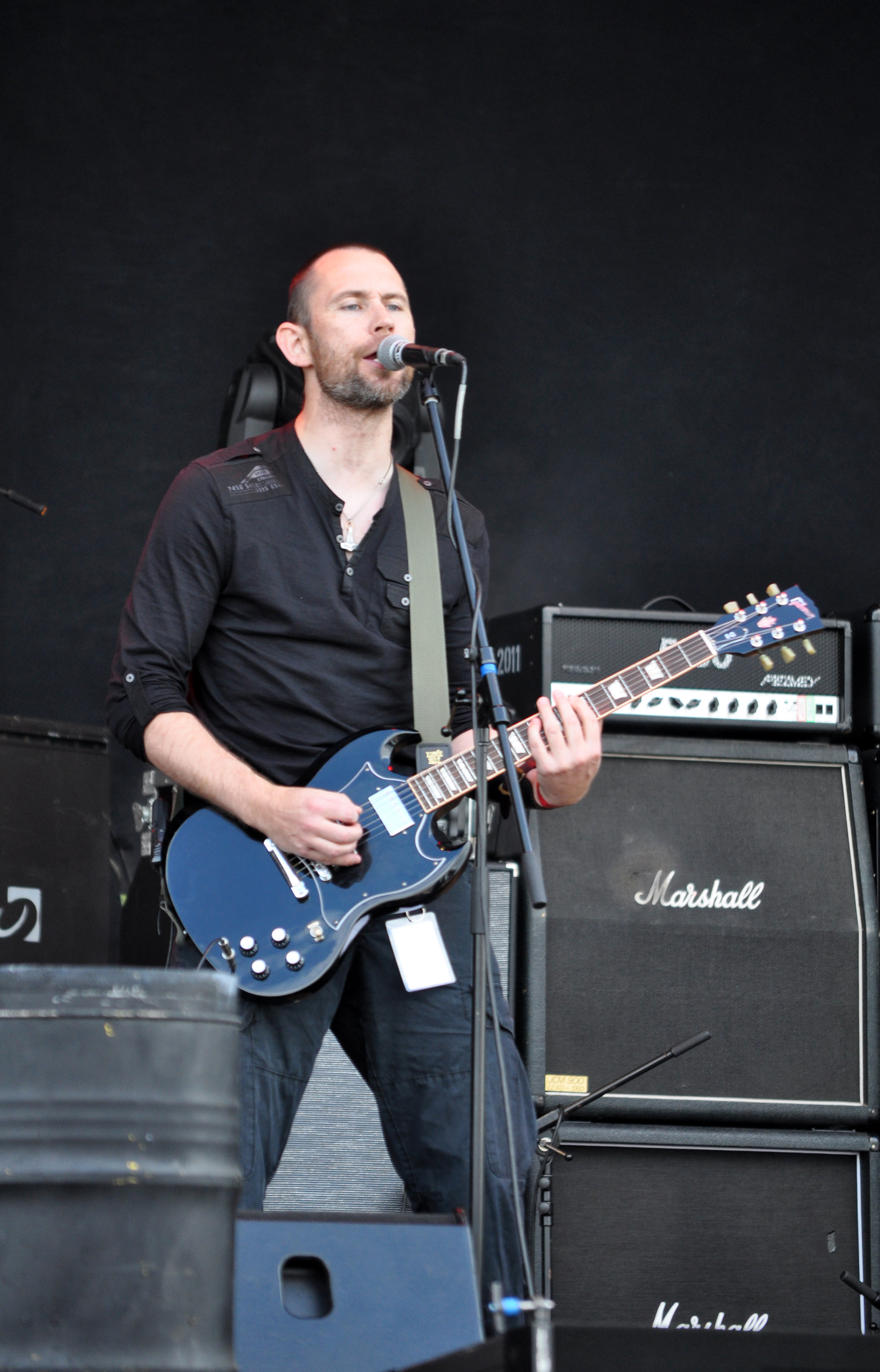
Björgvin Sigurðsson